# Трета армия
 Тази статия е за българското военно формирование.  За британската част вижте Трета армия (Великобритания).  
Трета армия е българска военна част, формирана принципно за действие в североизточно направление, Добруджанския военен театър и защита при нападение от Румъния, но взима активно участие и в действията на войските ни срещу Турция и Сърбия.

## Формиране
На 17 септември 1912 г. с указ на цар Фердинанд I са мобилизирани българските въоръжени сили и от 3-та военноинспекционна област е формирана Трета армия, в състав 4-та Преславска, 5-а Дунавска и 6-а Бдинска дивизии.

## Балканска война (1912 – 1913)
В началото на войната и трите български армии са разположени на границата с Османската империя в Източна Тракия. Планът предвижда нанасяне на основния удар с Първа и Трета армия в пространството между Одрин и Лозенград и общо направление към Цариград. Командването разчита да постигне успех чрез изненада. Затова Първа армия е изнесена напред, на един преход от българо-турската граница, а войските на Радко Димитриев са оставени на два прехода от границата, прикрити зад самостоятелната кавалерийска дивизия.

### Командване и състав
Щаб на армията
- Командващ армията – генерал-лейтенант Радко Димитриев
- Началник на щаба на армията – от Генералния щаб, полковник Константин Жостов
- Началник на оперативното отделение – от Генералния щаб, подполковник Стефан Азманов
- Началник на артилерията – полковник Петър Тантилов
- Началник на инженерните войски – военен инженер, полковник Петко Цъклев
- Началник на санитарната част – санитарен полковник д-р Константин Дагоров
- Началник на военно-съдебната част
- Председател на военния съд – полковник Георги Янков
- Прокурор – подполковник Борис Бракалов
- Началник на тиловото управление – полковник Иван Шишков (от 25 ноември 1912 до 2 август 1913)
- Интендант – полковник Георги Иванов
- Началник на съобщенията и етапите – от Генералния Щаб, полковник Георги Дерманчев
- Началник на ветеринарната секция – санитарен майор ветеринар д-р Димов Повивков

Дивизии, полкове и отделения
- 4-та пехотна преславска дивизия – генерал-майор Климент Бояджиев
- 5-а пехотна дунавска дивизия – генерал-майор Павел Христов
- 6-а пехотна бдинска дивизия – генерал-майор Православ Тенев
- Командир на 8-ти конен полк – подполковник Недко Томов
- Командир на 3-то с. с. полско гаубично отделение – майор Георги Касъров
- Командир на 1/1 с. с. планинско артилерийско отделение – майор Атила Силаги
- Командир на 4/1 не с. с. планинско артилерийско отделение – майор Рашко Ценов

Към началото на войната армията има следния състав:
|                                     | Батальони | Души   | Пушки  | Картечници | Оръдия |
| ----------------------------------- | --------- | ------ | ------ | ---------- | ------ |
| Щаб и обслужващ персонал            |           | 1295   | 356    |            |        |
| Четвърта пехотна преславска дивизия | 25        | 36 551 | 25 524 | 24         | 72     |
| Пета пехотна дунавска дивизия       | 25        | 30 892 | 22 046 | 24         | 70     |
| Шеста пехотна бдинска дивизия       | 17        | 23 637 | 17 571 | 16         | 36     |
| Осми конен полк                     |           | 462    | 328    |            |        |
| Армейски единици                    |           | 2,642  | 430    |            | 42     |
| Общо                                | 67        | 95 479 | 66 255 | 64         | 220    |

На 5 октомври България обявява война на Османската империя и полевите армии започва настъплението си срещу османската Източна армия, която все още не е мобилизирана докрай. До 8 октомври Трета армия се премества на юг и успява да се изравни в една линия с Първа армия, без да бъде открита от османското разузнаване, успявайки да изпълни очакванията на предварителния план за водене на войната. Двете български армии са готови да започнат атаката на линията Одрин – Лозенград.
Командирът на Османската армия Абдулах паша, под натиска на началниците си, планира да атакува българите по фланговете и да ги отблъсне с неговия Трети корпус и силите на Одринската крепост. Липсата на достатъчно информация, довеждат до голяма степен да се подцени силата на нахлуващите армии и има тежки последици за хода на войната за османците.
На 9 октомври българското висше командване нарежда на Трета армия, която формира левия фланг на атакуващите сили, да обхване Лозенград. Това съвпада с началото на атаката на Трети корпус срещу българския ляв фланг. Нейният командир Махмуд Мухтар паша очаква слаба съпротива, но вместо срещу 23 пехотни батальона се изправят срещу 48 пехотни батальона на българските 4-та и 5-а дивизии. Армиите се сблъскват в района на селата Петра и Ескиполос. В последвалата битка османците са отблъснати и са принудени да се оттеглят панически, което означава, че планираното обкръжаването на българите е невъзможно. Останалите сили на Османската армия на запад също търпят поражения и цялостната ситуация се влошава бързо. Абдуллах паша заповядва общо отстъпление и изоставя най-изгодната отбранителна позиция на Османската империя на Балканския полуостров. В допълнение повече от 60 хилядна османска армия е обкръжена в Одрин на 11 октомври.
С края на битката при Лозенград българското висше командване заповядва почивка от няколко дни за силите си, вместо да продължи енергично преследване на отстъпващите османци. Османците използват времето, за да изградят нова отбранителна линия на рубежа Люлебургас – Бунархисар. Българското командване е принудено да проведе Люлебургазко-Бунархисарската операция. В тази битка българите са принудени да участват в пряка фронтална атака с около 108 000 души срещу 126 000 от османска страна. Това е най-кръвопролитното сражение през Балканската война. Основната тежест е поета от Трета армия, тъй като Първа армия е принудена да отдели значителни сили за охрана на десния фланг в посока на Одрин. Въпреки численото си превъзходство османските армии са разгромени и обърнати в бягство през нощта на 2 ноември. Загубите за Трета армия са тежки – 15 561 убити или ранени и 2911 безследно изчезнали. Обявено е няколкодневна почивка, а бягащите османци се укрепват на позициите при Чаталджа. Това е последната укрепена линия преди столицата Цариград.
Първите български части достигат Чаталджанската позиция на 12 ноември (30 октомври ст. стил). Българският цар като номинален главнокомандващ успява да наложи волята си над българското висше командване в полза на атака на османските позиции, въпреки възраженията за прибързано организирана атака, повдигнати от генерал Иван Фичев и разразилата се холера в армиите. Становището на генерал Михаил Савов (де факто главнокомандващ), който разглежда незабавна атака като тактическа и стратегическа необходимост, също подкрепя становището на Фердинанд.
Така ген. Димитриев, сега командващ на група армии, съчетаваща българските Първа и Трета армии, е натоварен с планирането и изпълнението на атаката на Чаталджа. Поне на хартия може да разчита на 175 000 души със 118 000 пушки срещу 140 000 души на Османската армия и 103 000 пушки. В действителност наличните сили и на двете страни са по-малко заради разразилата се епидемия от холера. Досегашното водене на войната кара ген. Димитриев да подцени Османската армия и той не ангажира всички свои сили, с които разполага. Този път обаче османците удържат всички свои позиции и отблъскват всички български атаки, подкрепяни от артилерията, която за разлика от предишните битки се представя далеч по-добре от българската. Резултатът е поражение и около 12 000 български жертви, от които около 8451 са в Трета армия.
Първа и Трета български армии остават на линията Чаталджа до края на войната и успяват да отблъснат няколко османски опита за пробив през 1913 г.

## Междусъюзническа война (1913)
Почти веднага след края на Първата балканска война България започва да прехвърля своите сили от Източна Тракия към Македония, с цел защита на застрашените си интереси в района.
До началото на юни по-голямата част от Българската армия е концентрирана на главния театър на операциите във Вардарска и Егейска Македония срещу сръбската и гръцката армия. Българското висше командване поставя своите Първа и Трета армии по старата сръбска граница. Тъй като тази област се разглежда като второстепенен театър на операциите, силите на двете армии са намалена значително. Трета армия сега в действителност е една от най-малките армии и има следния състав:
|                                | Батальони | Батареи | Ескадрони | Хора   | Пушки  | Оръдия |
| ------------------------------ | --------- | ------- | --------- | ------ | ------ | ------ |
| Първа пехотна софийска дивизия | 16        | 12      |           | 26 931 | 16 560 | 60     |
| Тринадесета пехотна дивизия    | 12        | 6       |           | 14 517 | 12 527 | 60     |
| 3/5 пехотна бригада            | 8         | 7       |           | ?      | ?      | ?      |
| Кавалерийска дивизия           |           | 1       | 13        | 1745   |        |        |
| Прикриващи войски              |           |         | 4         |        |        |        |
| Общо                           | 36        | 30      | 17        | 43 906 | 29 087 | 120    |

Първоначално армията има само една цел – защита на столицата София. Когато войната започва на 16 юни, и тя, и съседната, и Първа армия остават пасивни и дори служат като източник на подкрепления. Така за засилване на Пета армия срещу сърбите, на ген. Димитриев е наредено да изпрати 3/5 пехотна бригада (45-и и 46-и пехотен полк), а 2/5 пехотна бригада – на Първа армия. На 20 юни ген. Михаил Савов е заменен от ген. Димитриев като помощник на главнокомандващия (цар Фердинанд I), а командването на Трета армия е дадено на ген. Рачо Петров. Някъде по това време българското командване решава да използва бездействащите 1-ва и 3-та армии и им дава заповед, да превземат сръбския град Княжевац и след това заедно да блокират Пирот.
Срещу Трета армия е изправена сръбската 2-ра армия – общо около 35 батальона, 13 батареи и 3 ескадрона. Сръбската отбрана е концентрирана около важния пътен и железопътен възел Пирот.
На Трета армия е наредено да атакува директно сръбските войски, а Първа армия след приключване на своите задачи на север да се обърне на юг и да блокира Пирот. За да се постигне тази задача, ген. Р. Петров разделя силите си в две групи. Задачата на едната група, състояща се от 13-а пехотна дивизия и 1/1 пехотна бригада, е да се атакува Пирот. Лявата група (известна още като Трънски отряд), в състав от 2/1 пехотна бригада, 2/5 пехотна бригада, кавалерийската дивизия и 46-и полк, е напредване в посока Враня. Поради голямото разстояние между двете групи те действат самостоятелно. Единствената връзка между тях е един батальон, подкрепян от един ескадрон кавалерия и две батареи.
Лявата група на лявата тръгва напред на 22 юни. Лошото време, лошите пътища и мъгла затрудняват скоростта на придвижване, както и сръбското противодействие попречва на настъплението. На 5 юли групата, разположена около Трън с 18 батальона, 2 ескадрона и 11 батареи, е поставена под командването на Пета дунавска дивизия. Щабът на армията нарежда да се атакува и проникне в сръбската отбранителна линия и отрязване на комуникациите между Враня и Ниш. След няколко дни боеве, на 12 юли българите успяват да изтласкат сърбите от основната им отбранителна линия на Букова глава и да проникнат в сръбска територия. Поради изчерпване на резервите атаката се задъхва и спира. Сръбското командване решава да подсили войските си с подразделения от Македонския фронт, където отслабва настъплението си.
Атаката на дясната група започва на 24 юни, след кратки боеве сръбските части са изтласкани обратно към Пирот и българите заемат благоприятни позиции на височините, с изглед към областта около крепостта. На 30 юли на групата е наредено да се окопае и да отблъсне сръбските атаки, които са главно с разузнавателна цел. На този ден, поради заплахата за тила на Първа армия, в резултат от румънската окупация на Северна България, българското висше командване нарежда отстъпление от Княжевац, който е окупиран. Това развитие на нещата прави планираното превземане на Пирот невъзможно и оставя Трета армия да защитава заетите позициите.
Както е предвидено от Договора от Букурещ (1913 г.) Трета българска армия е демобилизирана на 29 юли.

## Първа световна война (1915 – 1918)
Две години след края на Втората балканска война България се включва в Първата световна война на страната на Централните сили. Общата мобилизация е обявена на 9 септември (23 септември) със специален царски указ. В съответствие с това Трета армия е мобилизирана на 12 септември 1915 г. в гр. Русе и е поставена под командването на генерал-лейтенант Стефан Тошев и началник-щаб полковник Стефан Попов.

### Командване и състав
Към 15 септември 1915 година Трета армия има следния състав и командване:
Щаб на армията
- Командващ армията – генерал-лейтенант Стефан Тошев (1916), генерал-лейтенант Стефан Нерезов (1916 – 1917), генерал-лейтенант Сава Савов (1917), генерал-лейтенант Георги Тодоров (1917 – 1918)
- Началник на Щаба на армията – генерал-майор Стефан Попов (1916 – 1918), генерал-майор Христо Чаракчиев (1917)
- Началник на Щаба на Тиловото управление – генерал-майор Димитър Перниклийски (1917 – 1918)

Войски
- 4-та пехотна преславска дивизия
- 5-а пехотна дунавска дивизия
- 3-та конна бригада
- 7-и конен полк
- 2-ри тежки артилерийски полк
- 3-ти гаубичен полк
- 3-та армейска колоездачна рота
- 3-та армейска телеграфна рота
- 3-то армейско радиотелеграфно отделение
- 3-то армейско прожекторно отделение
- 3-то армейско автомобилно отделение

Укрепени пунктове
- Гигенски, Сомовитски, Никополски, Свищовски и Бургаски гарнизони
- Русенски, Разградски, Шуменски и Варненски укрепени пунктове

Гранични дружини
- 14-а гранична дружина
- 15-а гранична дружина
- 16-а гранична дружина
- 17-а гранична дружина
- 18-а гранична дружина

Армейски административни части и служби
- 4-ти етапен полк
- 5-и етапен полк
- 3-ти армейски огнестрелен парк (4-та и 5-а паркови колони)
- 3-ти армейски тилен транспорт (4-ти и 5-и тилни транспорти)
- 3-та армейска хлебарска полурота
- 3-та евакуационно разпределителна болница
- Четири запасни болници (по две за дивизия)
- Две етапни болници (по една за дивизия)
- Шест подкрепителни пункта (по три за дивизия)
- 3-та армейска ветеринарна лечебница
- 3-ти разходен санитарен склад
- 3-та армейска подвижна артилерийска работилница
- 3-ти армейски инженерен парк
- Шест пътни участъка

На 15 септември генералът издава заповед за определяне бойният състав, както следва:
|                                     | Батальони | Картечни роти | Батареи | Оръдия | Ескадрони | Картечни ескадрони |
| ----------------------------------- | --------- | ------------- | ------- | ------ | --------- | ------------------ |
| Щаб и обслужващ персонал            |           |               |         |        |           |                    |
| Четвърта пехотна преславска дивизия | 17.5      | 4.5           | 17      | 74     | 9.5       | 2                  |
| Пета пехотна дунавска дивизия       | 23        | 6             | 17      | 78     | 1.5       |                    |
| Видинска укрепена зона              | 4         |               |         | 31     |           |                    |
| Русенска укрепена зона              | 4         |               |         | 24     | 1         |                    |
| Шуменска укрепена зона              | 4         |               |         | 35     | 1         |                    |
| Варненска укрепена зона             | 5.5       | 1.5           | 8       | 20     |           |                    |
| Гарнизони                           | 16        |               |         | 23     | 1         |                    |
| Aрмейски единици                    | 8         |               | 8       | 26     | 5         | 1                  |
| Общо                                | 82        | 12            | 50      | 401    | 19        | 3                  |

На 21 септември ген. Тошев получава инструкции от началник-щаба на Българската армия ген. Константин Жостов да предислоцира армията си за защита на черноморския бряг срещу Румъния в съответствие с плана на висшето командване за война срещу Сърбия и Гърция. Тази задача остава непроменена дори след обявяването на война на Сърбия и навлизането на българските Първа и Втора армии в т.нар. Сръбска кампания.
Неутралитетът на Румъния по това време позволява на българското висше командване да използва Трета армия като резерв на свежи сили за операциите в Македония. Така на 5 октомври на Пета пехотна дунавска дивизия е наредено да се присъедини към Втора армия, срещу сърбите и съюзниците, дебаркирали в Солун. За да се компенсира тази загуба, командването използва гарнизоните на Оряхово, Гиген, Сомовит, Никопол и Свищов, за да сформира новата Дванадесета смесена (сборна) пехотна дивизия. На 14 октомври руския флот, който включвал линкорът „Императрица Мария“, броненосците „Евстафий“, „Йоан Златоуст“ и „Св. Пантелеймон“, крайцерите „Памят Меркурия“ и „Кагул“, подкрепени от още осемнадесет по-малки плавателни съда бомбардират пристанището на Варна. Флотилията изстрелва няколкостотин снаряда, но атакувана от немските подвдници, базирани във Варна, се оттегля около обяд на същия ден. Щетите не са големи – няколко войници и около 27 цивилни стават жертви. След тази атака командването на армията взема мерки срещу възможен руски десант в околностите на Варна – бреговата артилерия е усилена, нови минни постановки в морето, а българското висше командване прави постъпки за придобиване на първата подводница в българския флот. Това става факт на 25 май 1916 г., а подводницата е Подводник № 18. През ноември 1915 г. към армията се присъединяват части от германската 105-а пехотна дивизия, а през февруари 1916 г. цялата Първа пехотна софийска дивизия е прехвърлена от Македония в Северна България.
С 11 287 души от 105-а германска дивизия са формирани мобилни сили на армията за действие в крайбрежните райони за защита от десанти в районите на Варна и Бургас. Тъй като в следващите няколко месеца няма такива действия, през май 1916 г. българското командване се съгласява да изпрати 105-а дивизия в Македония, с изключение на един пехотен батальон, две картечници и 105-а тежка батарея, които да останат в Шумен и Варна. Предвид и първите признаци за предстоящата румънска намеса във войната на страната на Съглашението, ген. Тошев е принуден да усили Трета армия през юли и август с Първа кавалерийска дивизия и щаба на Шеста пехотна бдинска дивизия, заедно с една от нейните бригади. Защитата на река Дунав става все по-важна и през юли се сформира специален германски отряд от 3019 души с командир полковник фон Кауфман. Те са подчинени на немските войски, останали във Варна и Шумен, подсилени с Шести улански полк, щабът на Седми резервен хусарски полк с два ескадрона, два планински картечни ескадрона и една полева батарея от 11 армия.

### Румънска кампания (1916)
Войските на Трета българска армия, като основно самостоятелно действащо формирование, остават в историята най-вече със забележителните си победи и освобождаването на Добруджа в 1916 г. Кампанията е подробно представена в основната статия.

## Втора световна война (1941 – 1945)
На 8 септември 1944 Съветски войски (Трети Украински фронт и Черноморския флот) навлизат в България през северната и морската граница, без да им бъде оказвана съпротива от българската войска, а във Варна с морска пехота извършва десант. При нахлуването на съветските войски във Варна командирът на Трета българска армия ген. Никола Христов е убит от комунистически терорист. Армията не се включва в операциите срещу Третия Райх, а остава дислоцирана на границата с Турция.

## 1945 – 1989
През 1951 г. щабът на Трета армия е преместен от град Варна в град Сливен. В края на 50-те години на 20 век са премахнати конните части и животинския транспорт към сухопътната армия. Пехотните дивизии на армията са преобразувани на стрелкови. Към Трета армия се предават нов род войски – ракетни, автомобилни, парашутни, радиотехнически. По-късно е предадена поддържаща и обслужваща авиация.

### Състав към 1988
- Седма мотострелкова дивизия – Ямбол[3]
- Шестнадесета мотострелкова дивизия – Бургас
- Осемнадесета мотострелкова дивизия – Шумен
- Тринадесета танкова бригада – Сливен
- Двадесет и четвърта танкова бригада – Айтос
- 66-а ракетна бригада – Кабиле
- 45-и армейски артилерийски полк – Търговище
- 55-и армейски противотанков полк – Карнобат
- 26-и армейски инженерен полк – Сотиря
- 3-и армейски свързочен полк – Сливен
- Батальон за ядрена, химична и биологична защита (ЯХБЗ)
- 3-и отделен батальон за радиоелектронна борба – Сливен
- 3-и армейски парашутно-разузнавателен батальон – Сливен

## 1989 – 2006
На 1 януари 1996 г. Трета българска армия е преобразувана в Трети армейски корпус, който на 1 юни 2003 г. е преобразуван на командване Изток. Командването е разпуснато на 31 май 2006 г., а на 31 декември 2006 г. Трета българска армия окончателно е разформирована.

## Наименования
- Трета отделна армия – 17 септември 1912 – 29 юли 1913[5]
- Трета отделна армия – 9 септември 1915 – 6 ноември 1918
- Трета отделна армия – 1940 – 1941
- Група армии (1941)
- Прикриваща армия (1941 – 1942)
- Трета армия – 1942 – 1 януари 1996
- Трети армейски корпус – 1 януари 1996 – 1 юни 2003
- Командване „Изток“ – 1 юни 2003 – 31 май 2006

## Командващи
Званията са към датата на заемане на длъжността.
| №   | звание            | име               | дати                                          |
| --- | ----------------- | ----------------- | --------------------------------------------- |
| 1.  | Генерал-лейтенант | Радко Димитриев   | 17 септември 1912 – 20 юни 1913               |
| 2.  | Генерал-майор     | Рачо Петров       | 20 юни 1913 – 10 август 1913                  |
| 3.  | Генерал-лейтенант | Стефан Тошев      | 14 септември 1915 – 25 ноември 1916           |
| 4.  | Генерал-майор     | Стефан Нерезов    | 25 ноември 1916 – 30 юли 1917                 |
| 5.  | Генерал-лейтенант | Сава Савов        | 30 юли 1917 – 30 ноември 1917                 |
| 6.  | Генерал-лейтенант | Георги Тодоров    | 30 ноември 1917 – 12 август 1918              |
| 7.  | Генерал-майор     | Георги Попов      | 1940 – 24 август 1941                         |
| 8.  | Генерал-лейтенант | Никола Стойчев    | 24 август 1941 – 9 януари 1943                |
| 9.  | Генерал-майор     | Никола Христов    | 9 януари 1943 – 8 септември 1944 (убит)       |
| 10. | Полковник         | Георги Николов    | 9 септември 1944 – 14 септември 1944 (в.и.д.) |
| 11. | Генерал-майор     | Асен Кръстев      | 14 септември 1944 – 20 декември 1944          |
| 12. | Генерал-майор     | Райчо Славков     | 20 декември 1944 – 20 юли 1945                |
| 13. | Генерал-лейтенант | Никола Генчев     | 20 юли 1945 – 20 декември 1945                |
| 14. | Генерал-майор     | Стефан Таралежков | 20 декември 1945 – 1 януари 1946              |
| 15. | Генерал-майор     | Марко Атанасов    | 1 януари 1946 – 7 октомври 1949               |
| 16. | Генерал-майор     | Славчо Трънски    | 7 октомври 1949 – 13 март 1951                |
| 17. | Генерал-майор     | Добри Джуров      | 13 март 1951 – 8 август 1956                  |
| 18. | Генерал-майор     | Крум Радонов      | 18 август 1956 – 12 ноември 1956              |
| 19. | Генерал-майор     | Иван Врачев       | 12 ноември 1956 – 30 януари 1960              |
| 20. | Генерал-майор     | Кирил Косев       | 30 януари 1960 – 18 октомври 1966             |
| 21. | Генерал-майор     | Тенчо Папазов     | 18 октомври 1966 – 12 октомври 1971           |
| 22. | Генерал-майор     | Александър Митев  | 12 октомври 1971 – 17 август 1976             |
| 23. | Генерал-лейтенант | Стоян Събев       | 17 август 1976 – 18 декември 1981             |
| 24. | Генерал-майор     | Иван Стефанов     | 18 декември 1981 – 8 ноември 1987             |
| 25. | Генерал-лейтенант | Йордан Мутафчиев  | 8 ноември 1987 – 27 декември 1989             |
| 26. | Генерал-лейтенант | Ангел Ангелов     | 27 декември 1989 – 16 ноември 1990            |
| 27. | Генерал-майор     | Люцкан Люцканов   | 16 ноември 1990 – 30 август 1991              |
| 28. | Генерал-майор     | Цветан Тотомиров  | 30 август 1991 – 14 май 1993                  |
| 29. | Генерал-майор     | Методи Гелев      | 14 май 1993 – 2 декември 1994                 |
| 30. | Генерал-майор     | Гиньо Тонев       | 2 декември 1994 – 26 юни 1996                 |
| 31. | Генерал-майор     | Тодор Тодоров     | 14 юли 1996 – 6 юли 2000                      |
| 32. | Генерал-майор     | Иван Добрев       | 7 юли 2000 – 13 юни 2002                      |
| 33. | Генерал-майор     | Димитър Димитров  | 13 юни 2002 – 20 май 2003                     |
| 34. | Бригаден генерал  | Никола Славев     | 20 май 2003 – 12 май 2005                     |
| 35. | Полковник         | Добрин Сарачев    | 12 май 2005 – 31 май 2006                     |

## Заместник-командири
Званията са към датата на заемане на длъжността:
- полковник Крум Радонов (1955 – 1957)
- полковник Цветан Тотомиров (1987 – 1990)
- полковник Гиньо Тонев (1992 – ?)
- полковник (ген.-майор от 3.05.1996) Тодор Тодоров (до 26 юни 1996)
- полковник Янко Янев – октомври 2000 – 30 септември 2002

## Началници на щаба
Званията са към датата на заемане на длъжността:
| № | звание        | име               | дати                              |
| - | ------------- | ----------------- | --------------------------------- |
| - | полковник     | Константин Жостов | 1912 – 1913                       |
| - | полковник     | Стефан Азманов    | март 1917 – 1918                  |
| - | полковник     | Иван Маринов      | 15 август – 1 октомври 1939       |
| - | полковник     | Ангел Доцев       | 1940 – 1942                       |
| - | полковник     | Георги Николов    | 1943                              |
| - |               | Панайот Чобанов   |                                   |
| - | полковник     | Георги Манов      | 1944 – 1947                       |
| - | полковник     | Гено Генов        | април 1951-ноември 1953           |
| - | генерал-майор | Методи Христов    | декември 1953-януари 1956         |
| - | полковник     | Кирил Косев       | 1956 – 1960                       |
| - | полковник     | Доньо Марков      | 17 август 1976 – 27 декември 1981 |
| - | полковник     | Люцкан Люцканов   | 1984 – 1990                       |
| - | генерал-майор | Йордан Мутафчиев  | 1986 – 1987                       |
| - | полковник     | Гиньо Тонев       | 1992 – 2 декември 1994            |
| - |               | Димитър Зехтинов  | 1996? до 22 април 1997            |
| - | полковник     | Богдан Тодоров    | 22 април 1997 – 7 юли 2000        |
| - | генерал-майор | Димитър Димитров  | 7 юли 2000 – 6 юни 2002           |
| - | полковник     | Никола Славев     | 6 юни 2002 – 2003                 |

### Началници на артилерията
Званията са към датата на заемане на длъжността.
| №  | звание       | име             | дати                                  |
| -- | ------------ | --------------- | ------------------------------------- |
| -  | полковник    | Васил Райнов    | 11 септември 1915 – 30 септември 1918 |
| 1. | полковник    | Мицо Гетовски   | 3 септември 1958 – 13 септември 1959  |
| 2. | полковник    | Тодор Желев     | 1959 – 1962                           |
| 3. | полковник    | Марин Мермерски | 31 юли 1962 – 14 ноември 1965         |
| 4. | полковник    | Георги Костов   | 26 октомври 1965 – 4 октомври 1970    |
| 5. | полковник    | Доньо Марков    | 30 септември 1972 – 16 август 1976    |
| 6. | подполковник | Ангел Марин     | 1987 – 1990                           |
| 7. | полковник    | Вълчо Фотев     | 24 август 1990 – 27 август 1991       |